# Бизон: Дело манекенщицы
«Бизон: Дело манекенщицы» (другие названия: «Последнее дело майора Бессонова», «Смерть манекенщицы», «Охота на Бизона») — российский детективный телесериал 2023 года режиссёра Сергея Чекалова с Сергеем Безруковым в главной роли.
Премьера состоялась 9 октября 2023 года на «Первом канале» ко дню рождения Сергея Безрукова.

## Сюжет
Москва, 1974 год. Во время премьерного показа в подсобке Центрального дома моды обнаружена повешенной ведущая манекенщица Мила Никанорова. К расследованию приступает следователь МУРа Кирилл Бессонов, известный по кличке «Бизон».

## Роли исполняют
- Сергей Безруков — Кирилл Бессонов
- Даниил Вершинин — Олег Зуев
- Айсель Прат — Кристина Лигачева
- Анжелика Маркелова — Мила Никанорова
- Анна Богомолова — Зоя Жилинская
- Геннадий Смирнов — Рафаил Биркин
- Сергей Гилёв — Борис Лещинский
- Иван Фоминов — Гена Кондратьев
- Константин Адаев — Сергей Ракитин
- Александр Яценко — Антон Светин
- Владимир Стеклов — Степан Ильич Залесский

## Съёмочная группа
- Режиссёр-постановщик: Сергей Чекалов
- Сценаристы: Всеволод Бенигсен, Анастасия Максимова, Владлен Максимов
- Оператор-постановщик: Павел Беклемишев
- Композитор: Владимир Такинов
- Художники-постановщики: Александр Максимович, Виталий Глазко
- Художники по костюмам: Александр Осипов, Татьяна Убейволк
- Монтаж: Азамат Ерматов, Андрей Малашенков
- Кастинг-директор: Ольга Гилёва
- Музыкальный редактор: Денис Шарко
- Креативные продюсеры: Аглая Смирнова, Алексей Смирнов, Валерий Меркулов
- Исполнительный продюсер: Андрей Шабанов
- Продюсеры: Анастасия Бирюкова, Максим Коропцов
- Генеральный продюсер: Валерий Тодоровский

## Съёмки
Съёмки велись в Москве и в Челябинской области (пгт Межозёрный, карьера Учалинского ГОК на границе между Республикой Башкортостан и Челябинской областью).
Со слов Валерия Тодоровского, работа над сценарием заняла пять лет.

## Показ
В июне 2023 года телесериал принимал участие на фестивале сериалов «Пилот». Премьера состоялась 9 октября 2023 года на «Первом канале» ко дню рождению Сергея Безрукова.

## Награды
- Золотой орёл, 2024 — Лучший телевизионный сериал[4]
- Золотой орёл, 2024 — Лучшая мужская роль на телевидении (Сергей Безруков)[4]